# Henry Carr
 Henry Carr (Montgomery, 27 de novembro de 1941 – Griffin, 29 de maio de 2015) foi um velocista e campeão olímpico norte-americano, detentor de duas medalhas de ouro em Tóquio 1964.
Nascido no Alabama, mudou-se ainda criança com a família para Detroit, no Michigan, onde foi campeão estadual na escola secundária, tendo feito um tempo de 9s3 para as 100 jardas. Cursou depois a Universidade do Estado do Arizona, onde competiu pela Sun Devils, a equipe de atletismo da universidade, por onde conquistou três títulos nacionais e quebrou o recorde mundial das 220 jardas – 20s3 – e do revezamento 4x440 jardas, em 1963.
Sua fama internacional veio em Tóquio 1964, mas para chegar até lá precisou da ajuda dos selecionadores da equipe americana. Depois de vencer as semifinais das seletivas dos 200 m em Nova York em julho, Carr chegou apenas em quarto na final em setembro em Los Angeles, sendo que apenas os três primeiros em cada prova compõem a equipe. Sua vitória anterior e seus resultados conseguidos naquele ano – um novo recorde mundial das 220 jardas, 20s2 – porém, fizeram com que os selecionadores optassem por levá-lo a Tóquio. Nos Jogos, ele conquistou uma medalha de ouro nos 200 m, com recorde olímpico – 20s3 –  e outra integrando o revezamento 4x400 m junto com Ollan Cassell, Michael Larrabee e Ulis Williams, onde quebraram o recorde mundial com a marca de 3:00.7.
Depois de encerrar a carreira no atletismo, dedicou-se ao futebol americano, defendendo o New York Giants por três temporadas. Deixando o futebol, Carr teve dificuldades em se estabelecer e arranjar emprego e começou a usar drogas, passando a conviver com traficantes e prostitutas; sua vida porém teve uma brusca mudança a partir de 1973 quando passou a integrar as Testemunhas de Jeová e a viver uma vida simples nos arredores de Atlanta, como dono de restaurante. Morreu de câncer aos 73 anos na Geórgia, onde viveu seus últimos dez anos como pregador de sua igreja.